# سزار کاندا
سزار کاندا (انگلیسی: César Caneda؛ زادهٔ ۱۰ مهٔ ۱۹۷۸) بازیکن فوتبال اهل اسپانیا است.
از باشگاه‌هایی که در آن بازی کرده‌است می‌توان به باشگاه فوتبال راسینگ سانتاندر، باشگاه فوتبال دپورتیوو آلاوس، باشگاه فوتبال میراندس، باشگاه فوتبال اتلتیک بیلبائو، باشگاه فوتبال ایبار، باشگاه فوتبال کادیس، باشگاه فوتبال سویا، و باشگاه فوتبال اتلتیک بیلبائو بی اشاره کرد.
وی همچنین در تیم‌های ملی فوتبال زیر ۱۸ سال اسپانیا و زیر ۲۰ سال اسپانیا بازی کرده‌است.